# Jujubier
Ziziphus
Genre
Classification phylogénétique
Ziziphus (les jujubiers) est un genre de plantes à fleurs  de la famille des Rhamnacées. Ce sont des arbres originaires des pays tropicaux et subtropicaux de l'ancien et du nouveau monde. Il en existe une centaine d'espèces, souvent des épineux, certaines produisent des fruits, les jujubes.

## Habitat
La variété « dadier chinois » est, comme son nom l'indique, originaire de l'est de la Chine et plus précisément des régions de la Chine centrale et méridionale. Très résistant à la sécheresse et aux maladies, il est largement répandu sur les zones arides du Moyen-Orient, autour du bassin méditerranéen et même dans le sud-ouest des États-Unis.

## Description
Le jujubier est un arbre de la grandeur de l'olivier, à écorce raboteuse, rude et crevassée, à branches amples, inégales, munies d'épines. Ses feuilles sont alternes, souvent à trois ou cinq nervures, dures, luisantes, dentelées sur les bords ; leurs stipules souvent épineuses.

### Fruit
Les fleurs sortent des aisselles des feuilles trois à trois, ou quatre à quatre. Le fruit est une baie comestible de la taille d'une olive, d'abord verdâtre, ensuite jaunâtre , enfin couleur rouille rougeâtre à pulpe blanchâtre, molle, fongueuse, d'une saveur douce et vineuse. Le noyau est oblong, graveleux, très dur, et contient deux amandes lenticulaires, dont l'une avorte le plus souvent.
Riche en vitamines A, C, en fer et en calcium, le jujube entre dans la composition de tisanes pectorales et la confection de pâtes pour calmer la toux.
Le noyau sert à fabriquer une huile utilisée en cosmétique pour ses vertus hydratantes.
Les larves de certaines mouches du genre Carpomya, notamment Carpomya vesuviana (famille des Tephritidae), ont pour hôte obligatoire les fruits de jujubier, et peuvent devenir des ravageuses agricoles aux graves conséquences.

### Bois
Le bois de jujubier est traditionnellement utilisé dans les pays catalans pour la facture de plusieurs instruments utilisés dans la cobla, dont le flabiol, le tible et la tenora. On l'utilisait aussi pour faire des chevilles de violon ou des castagnettes.

## Histoire

### Le jujubier dans le judaïsme et le christianisme
- Livre de Job, 40:21-22[4]
  - 21 Il se couche sous les jujubiers, au voile de la jonchaie du marais.
  - 22 Les jujubiers l’ombrent de leur ombre ; les saules du torrent le recouvrent.
- La couronne d'épines du Christ passe pour avoir été tressée de rameaux de jujubier aux longues épines (une des espèces est Ziziphus spina-christi (L.)

### Le jujubier dans l'islam
« Ils seront parmi des jujubiers sans épines »
Sourate 56, Al-Wâqi`a (L'évènement), verset 28
On parle également du jujubier lors du récit du voyage nocturne de l'ascension de Mahomet accompagné par l'ange Gabriel jusqu'au jujubier de la limite supérieure.
« Puis il m'emmena vers Sidrat al-Muntaha (le jujubier de la limite supérieure) dont les feuilles ressemblaient aux oreilles d'éléphants et les fruits étaient [grands] comme les cruches. Au moment où -par l'ordre de Dieu- le jujubier fut couvert de ce qui le couvrit, il se transforma et aucune des créatures de Dieu ne pourrait décrire sa splendeur. »
Plusieurs hadiths[Lesquels ?] rapportent que Mahomet demandait aux personnes chargées de laver un mort, de le laver avec de l'eau mêlée de jujubier.

## Principales espèces

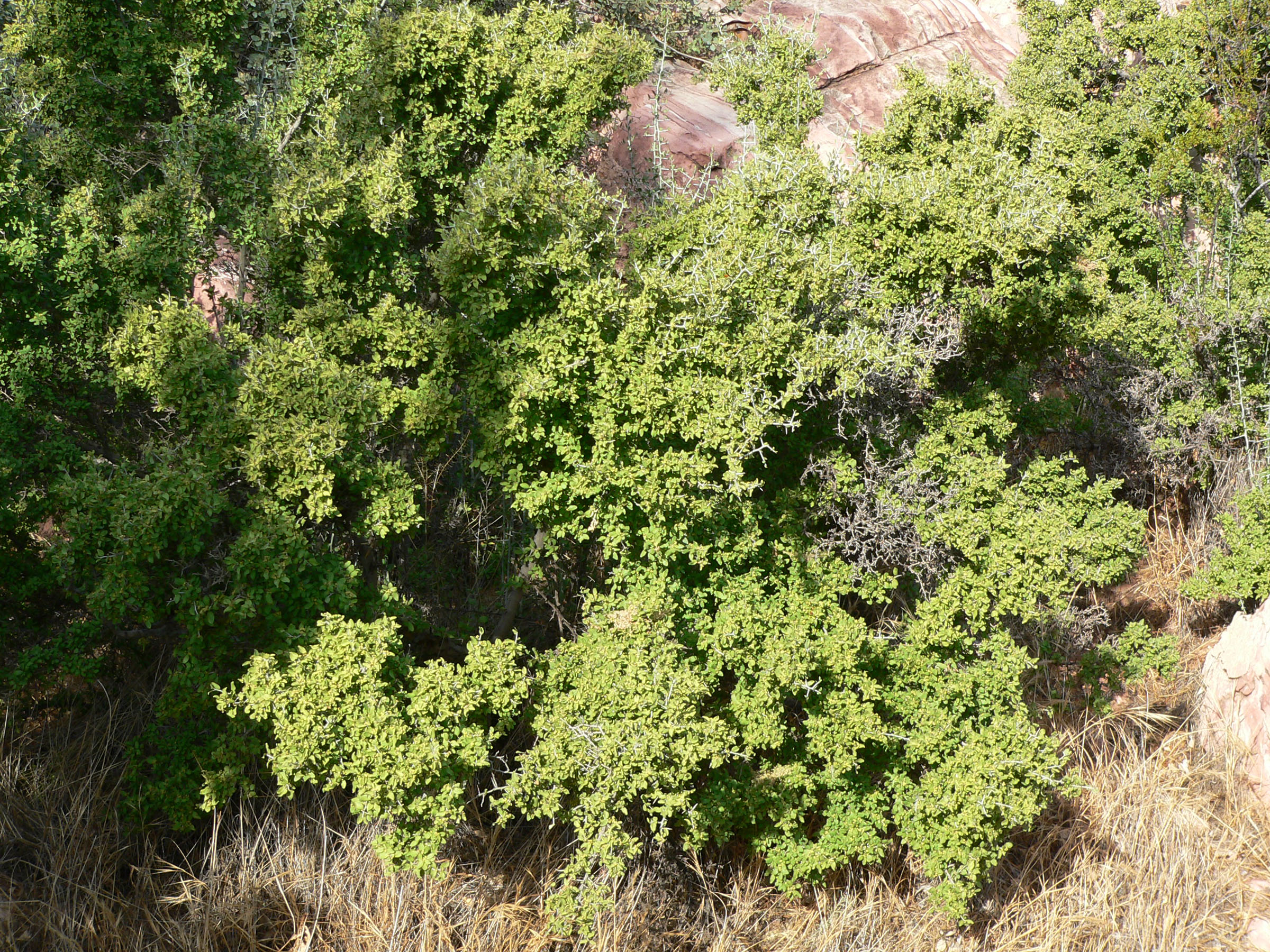
Ziziphus obtusifolia.

- Ziziphus apetala Hook. f. ex M. A. Lawson
- Ziziphus celata Judd & D. W. Hall
- Ziziphus funiculosa Buch.-Ham. ex M. A. Lawson
- Ziziphus horrida Roth
- Ziziphus joazeiro Mart.
- Ziziphus jujuba (L.) Meikle, jujubier commun

(2 épines, la plus longue 1-3cm, calice glabre, drupe 1,2-3 cm)
- Ziziphus lotus (L.) Lam., jujubier lotus

(feuille <1,5 cm)
- Ziziphus mauritiana Lam.

(courte épine < 6 mm, calice dens. pubesc., drupe < 1,2 cm)
- Ziziphus melastomoides
- Ziziphus mexicana Rose
- Ziziphus mistol Griseb.
- Ziziphus mucronata Willd.
- Ziziphus nummularia (Burm. f.) Wight & Arn.
- Ziziphus obtusifolia (Hook. ex Torr. & A. Gray) A. Gray
- Ziziphus oenoplia (L.) Mill.
- Ziziphus oxyphylla Edgew.
- Ziziphus rugosa Lam.
- Ziziphus spina-christi (L.) Desf.
- Ziziphus talanai (Blanco) Merr.
- Ziziphus trinervia (Cav.) Poir.
- Ziziphus xylopyrus (Retz.) Willd.